# برج‌وبارو

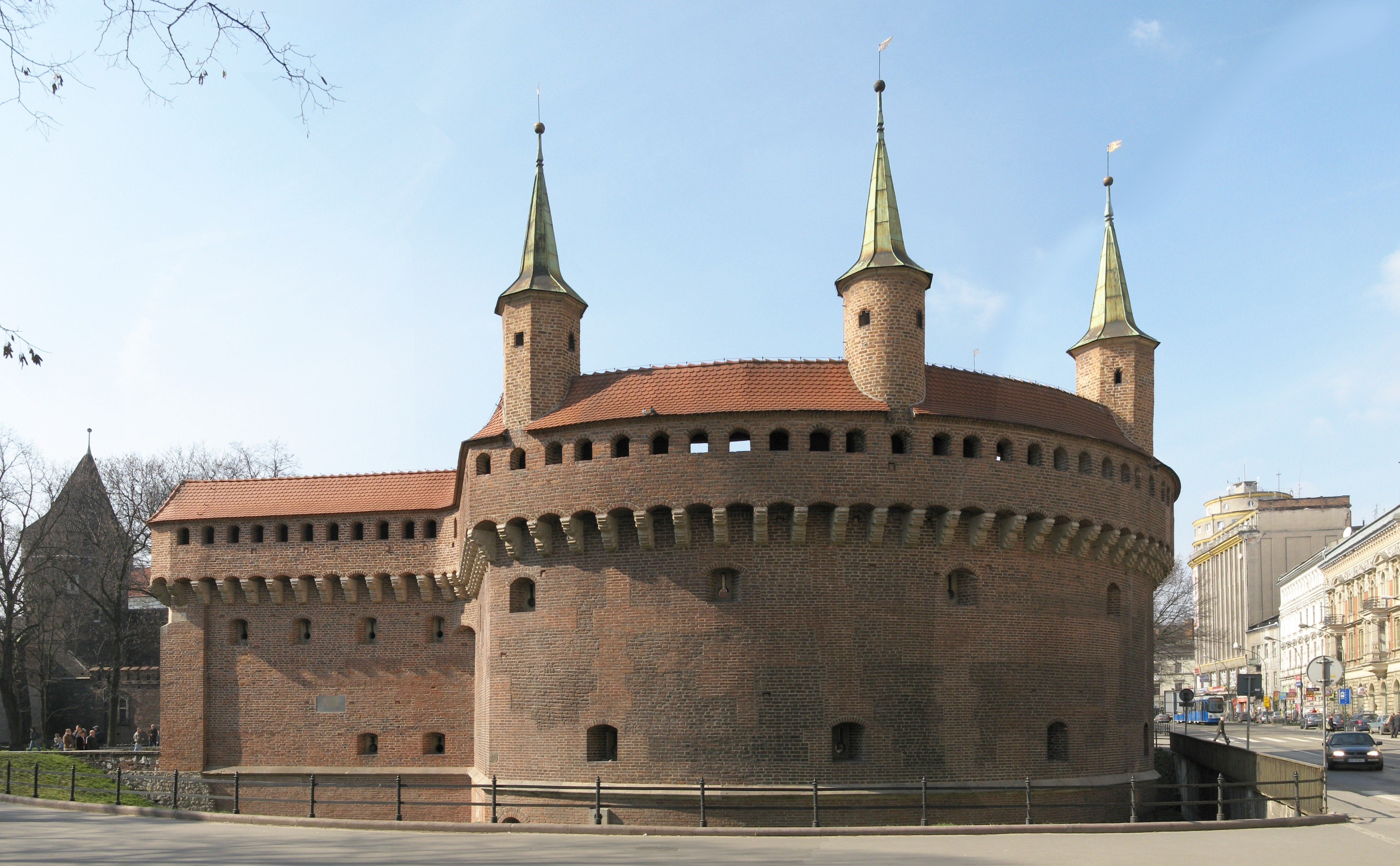
نمایی از چند برج دیدبان.

برج‌وبارو یا برج دفاعی پایگاه یا دروازه‌ای مستحکم است که می‌تواند در داخل یا خارج از قلعه ایجاد گردد. از این نوع استحکامات اغلب برای مقاصد دفاعی استفاده می‌گردد. به‌طور معمول بیشتر اوقات خارج از خط اصلی تدافعی واقع شده‌است و با یک دیوار تدافعی به سایر استحکامات یک بارو اتصال دارد. از سده ۱۵ میلادی و با بهبود در تاکتیک محاصره و گسترش توپخانه در ارتش‌ها، برج دیدبان اهمیت راهبردی خود را از دست داد اما با همه این تفاسیر حتی تا سده شانزدهم میلادی هم تعدادی برج دیدبان ساخته شد.

## نگارخانه

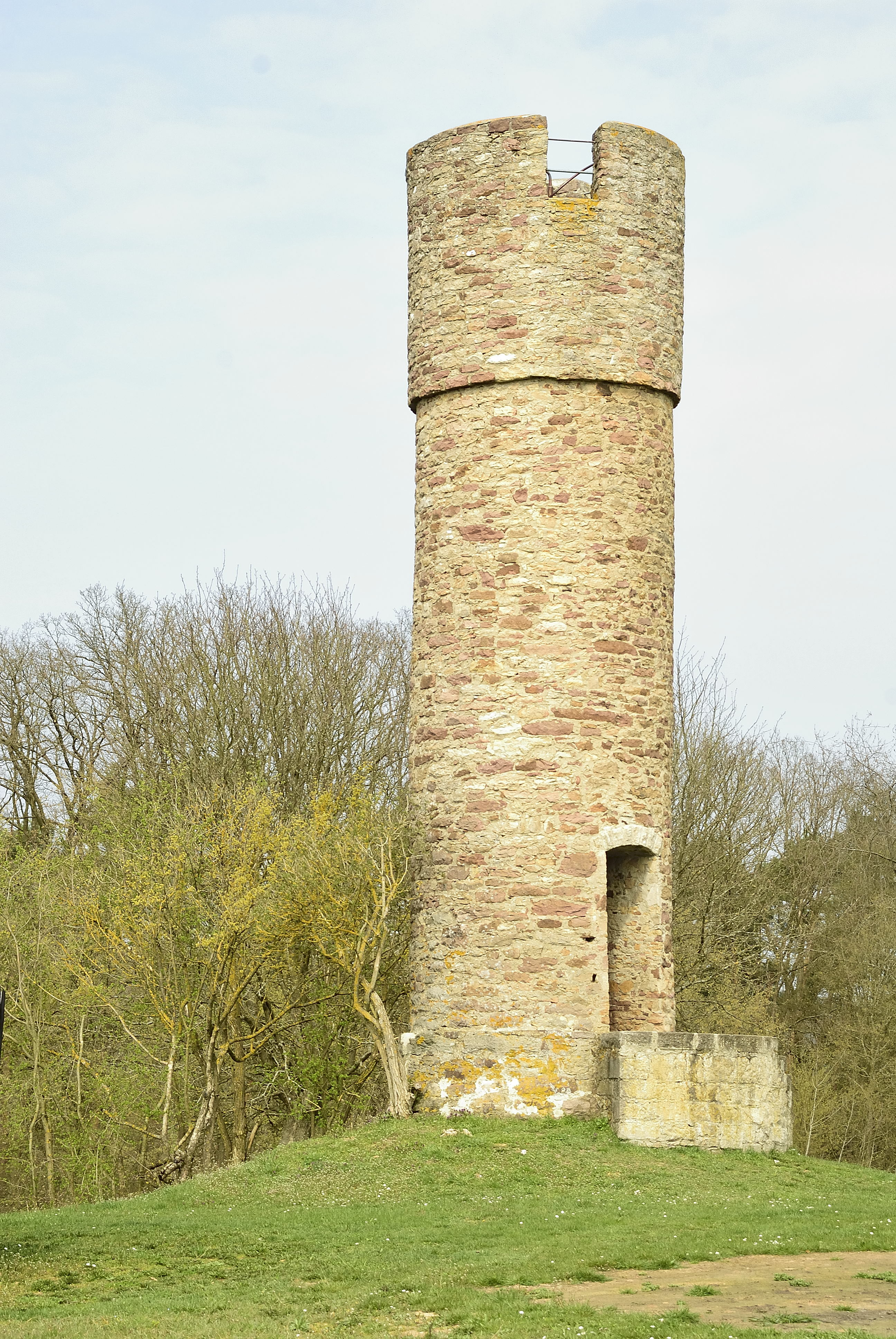
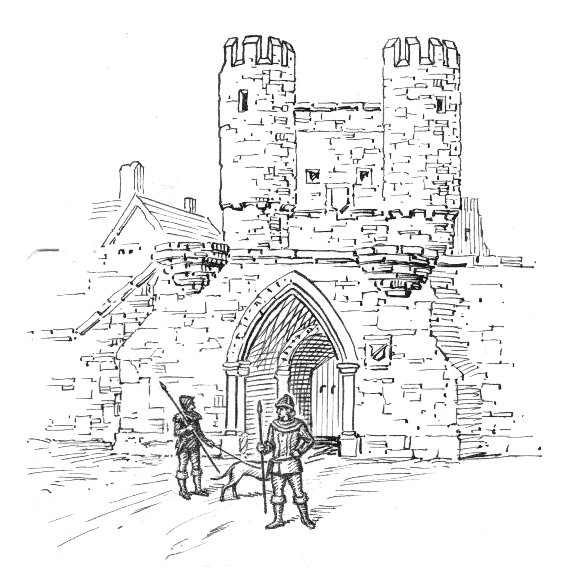
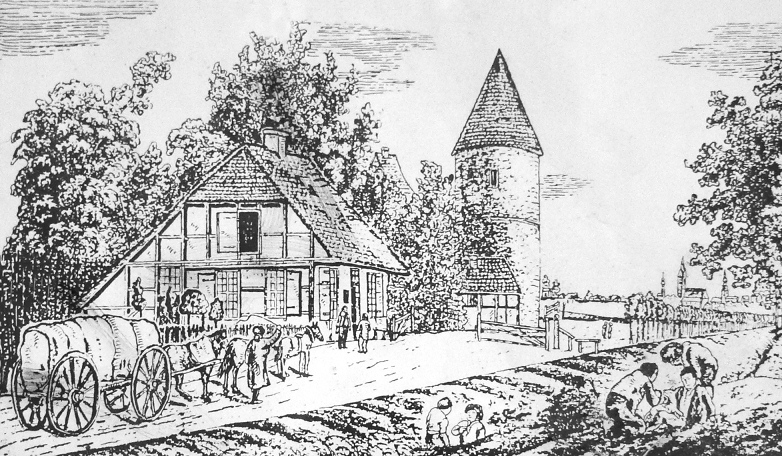
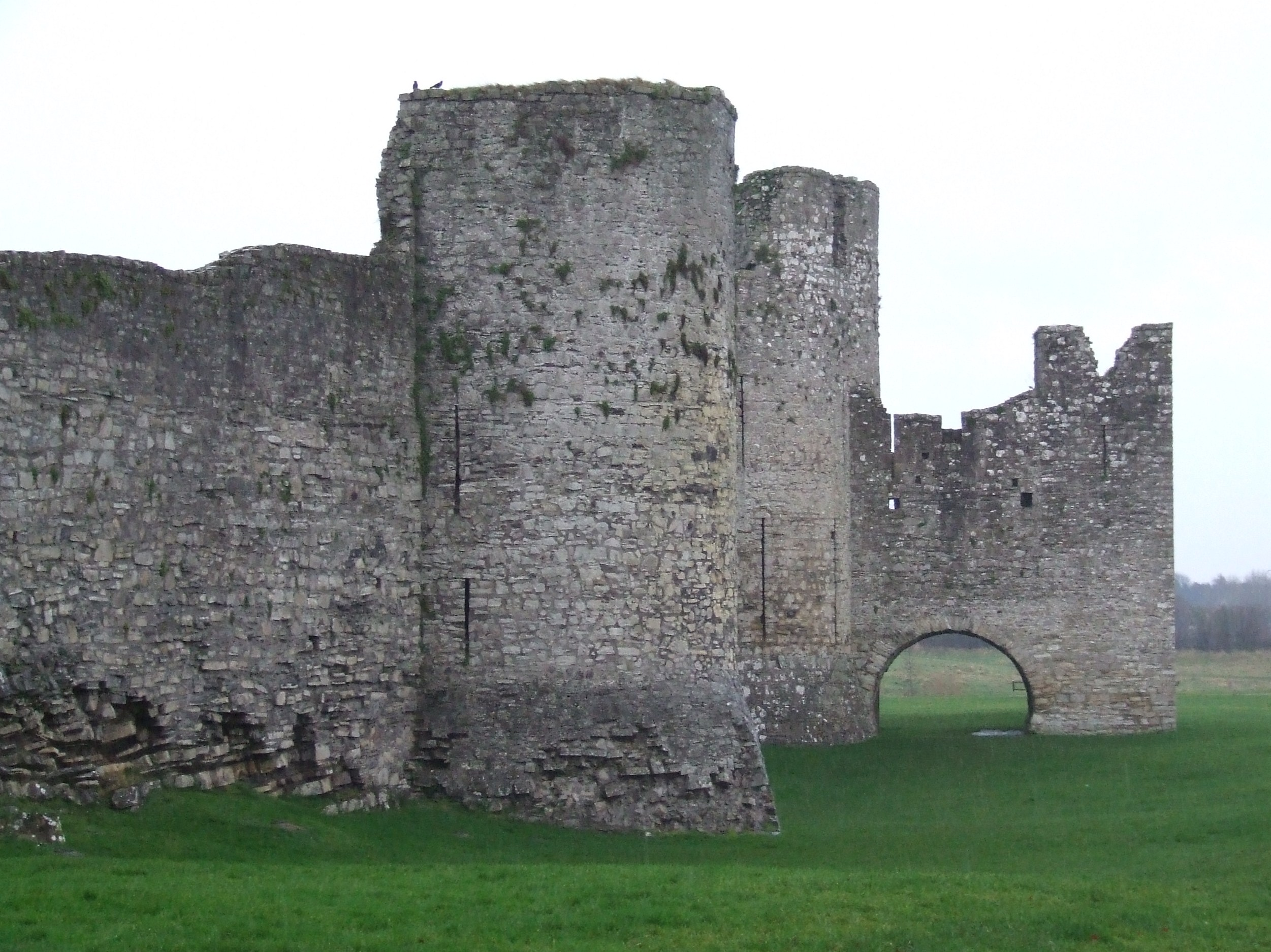
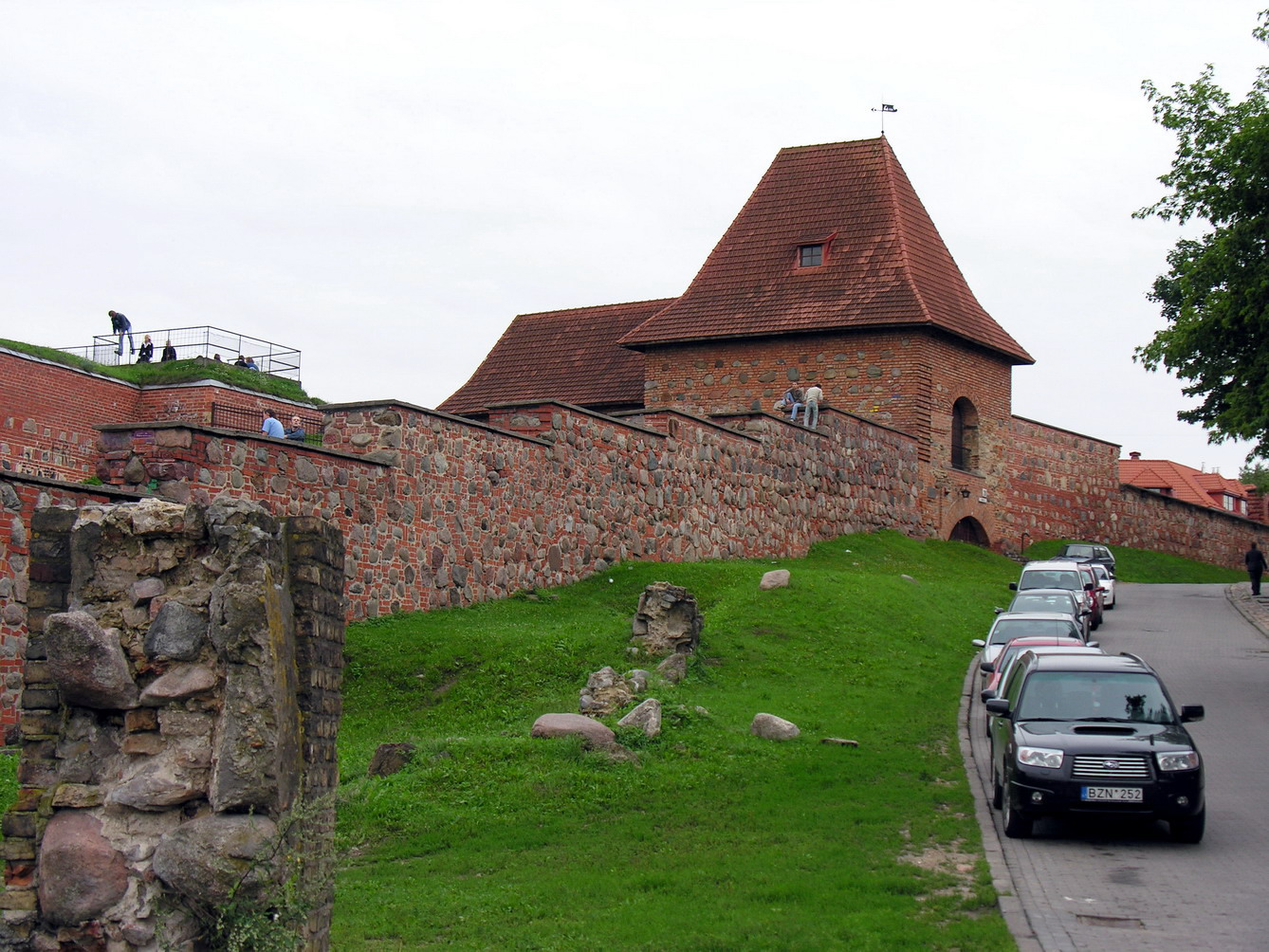